# Feng Ziqi
Feng Ziqi (29 de junio de 1999) es una deportista china que compite en lucha libre.
Participó en los Juegos Olímpicos de París 2024, obteniendo una medalla de bronce en la categoría de 50 kg. Ganó una medalla de bronce en el Campeonato Mundial de Lucha de 2023, en la misma categoría.

## Palmarés internacional
| Juegos Olímpicos   | Juegos Olímpicos  | Juegos Olímpicos  | Juegos Olímpicos |
| Año                | Lugar             | Medalla           | Categoría        |
| ------------------ | ----------------- | ----------------- | ---------------- |
| 2024               | París (Francia)   | Medalla de bronce | 50 kg            |
| Campeonato Mundial |                   |                   |                  |
| Año                | Lugar             | Medalla           | Categoría        |
| 2023               | Belgrado (Serbia) | Medalla de bronce | 50 kg            |